# Kamel Morjane
Kamel Morjane (arabe : كمال مرجان), né le 9 mai 1948 à Hammam Sousse, est un fonctionnaire international et homme politique tunisien.
Ministre de la Défense de 2005 à 2010 puis ministre des Affaires étrangères de 2010 à 2011, il est ministre de la Fonction publique et de la Modernisation de l'administration et des politiques publiques de 2018 à 2020. En 2019, il assure, pendant trois semaines, les pouvoirs de chef du gouvernement par délégation.

## Biographie

### Formation
Juriste de formation (maîtrise en droit public de la faculté de droit de Tunis), diplômé de l'École nationale d'administration et de l'Institut de hautes études internationales de Genève (IUHEI), il est également diplômé de l'université du Wisconsin et de l'Académie de droit international de La Haye.

### Carrière internationale
Après avoir été assistant en droit international à l'IUHEI de 1976 à 1977, il intègre en 1977 le Haut Commissariat des Nations unies pour les réfugiés (HCR), au sein duquel il assume de hautes responsabilités, tant au siège de Genève que sur le terrain à Djibouti et en Égypte. Il retourne en Tunisie pour la première fois en 1989, alors qu'il est directeur des services du personnel du HCR, pour rejoindre le cabinet du ministre des Affaires étrangères où il met en place le programme de formation des jeunes diplomates qui servira de base à la création de l'Institut diplomatique.
Dix mois plus tard, considérant cette expérience comme non concluante, il répond à l'appel du nouveau haut commissaire des Nations unies pour les réfugiés, le Norvégien Thorvald Stoltenberg, qui le nomme à la tête de la direction Asie du Sud-Ouest, Afrique du Nord et Moyen-Orient immédiatement après l'invasion du Koweït en août 1990. En juillet 1994, au milieu de la crise des Grands Lacs, avec le génocide au Rwanda, il est muté à la direction Afrique. En septembre 1996, il est nommé ambassadeur, représentant permanent de la Tunisie auprès de l'Office des Nations unies à Genève. À ce titre, il préside notamment l'organe de règlement des différends de l'Organisation mondiale du commerce en 1998 et le comité du budget et des affaires administratives et financières de la même organisation.
Il est ensuite désigné le 13 novembre 1999 par le secrétaire général des Nations unies Kofi Annan comme son représentant spécial pour la République démocratique du Congo, avec rang de secrétaire général adjoint, assurant ainsi la mise en place de la MONUC et le début de la pacification de ce grand pays africain.
Il retourne à Genève en octobre 2001 comme Haut Commissaire assistant pour les réfugiés, chargé des opérations. Il est membre du comité consultatif de l'ONU sur la sécurité humaine.

### Carrière politique

#### Avant la révolution
Suivant l'exemple de son père Kantaoui Morjane, militant de la première heure du Néo-Destour et gouverneur de Kasserine puis de Sousse sous la présidence de Bourguiba, il adhère à ce même parti dès l'âge de quatorze ans, tout en étant actif au sein de l'Organisation de la jeunesse scolaire et du mouvement scout tunisien. Plus tard et alors qu'il est étudiant, il est élu membre de la commission administrative de l'Union générale des étudiants de Tunisie puis président de la cellule du Parti socialiste destourien au sein de la faculté de droit et secrétaire général du Bureau national des étudiants destouriens.
Après l'expérience non concluante de 1989, il regagne la Tunisie pour la deuxième fois, le 17 août 2005, lorsque le président de l'époque, Zine el-Abidine Ben Ali, le nomme ministre de la Défense. Le 14 janvier 2010, il hérite du portefeuille des Affaires étrangères détenu jusque-là par Abdelwahab Abdallah,. Abdelwaheb Jemal est brièvement l'un des trois secrétaires d'État qui le secondent, les deux autres étant Saïda Chtioui et Abdelhafidh Harguem.

#### Parcours post-révolutionnaire
Deux jours après la fuite du président Zine el-Abidine Ben Ali en Arabie saoudite, Kamel Morjane lui livre un passeport diplomatique, arguant son statut d'ancien président de la République, ainsi qu'à sa femme Leïla et ses deux enfants mineurs. Une semaine plus tard, il annule ces passeports à la suite des poursuites judiciaires initiées contre l'ancien couple présidentiel par le ministère de la Justice.
Sa reconduction à son poste, et celle d'autres ministres, au sein du « gouvernement d'union nationale » conduit par Mohamed Ghannouchi, cristallise la colère d'une partie de la population qui exige la formation d'un gouvernement excluant les personnalités de l'ancien parti présidentiel, le Rassemblement constitutionnel démocratique, dont Kamel Morjane est alors membre : il siège en effet au comité central du parti à partir du congrès du Défi, tenu du 30 juillet au 2 août 2008, et intègre son bureau politique le 26 janvier 2010.
Kamel Morjane quitte finalement le RCD le 20 janvier 2011 puis présente sa démission du gouvernement d'union nationale le 27 janvier. Le 1er avril, son nouveau parti, L'Initiative, est légalisé ; il obtient cinq sièges à l'assemblée constituante lors des élections du 23 octobre 2011. D'autre part, il présente ses excuses pour son silence durant l'ère de Ben Ali. Le 1er décembre 2013, il fusionne avec d'autres partis, principalement Al-Watan de Mohamed Jegham, au sein d'Al Moubadara dont il devient le président et qui remporte trois sièges à l'Assemblée des représentants du peuple lors des élections législatives de 2014.
Le 13 septembre 2014, il annonce sa candidature à l'élection présidentielle, qu'il dépose le 20 septembre ; il remporte finalement 1,27 % des voix et se classe sixième parmi les 26 candidats,.
Le 13 juillet 2016, il fait partie des signataires de l'accord de Carthage, document censé ouvrir la voie à la formation d'un gouvernement d'union nationale.
Le 5 novembre 2018, il est désigné ministre de la Fonction publique dans le gouvernement de Youssef Chahed,. Le 12 novembre, les députés de l'Assemblée des représentants du peuple accordent la confiance à sa désignation,. En novembre de la même année, il est désigné membre du conseil d'administration du fonds de la Paix de l'Union africaine.
En avril 2019, il est proposé pour être le candidat de son parti à la prochaine élection présidentielle. Le 22 mai, il annonce la fusion d'Al Moubadara avec Tahya Tounes et se voit nommé président du conseil national de Tahya Tounes le 24 mai à la suite de la signature officielle de l'accord de fusion. Le 22 août, le chef du gouvernement Youssef Chahed, candidat à l'élection présidentielle du 15 septembre, lui délègue ses pouvoirs selon les termes de l'article 92 de la Constitution,.

### Controverses

#### Affaire WikiLeaks
Le 3 décembre 2010, quelques jours avant le début du soulèvement populaire conduisant à la révolution tunisienne, Kamel Morjane s'exprime devant la Chambre des conseillers au sujet des informations publiées par WikiLeaks et dénonce certains télégrammes en les qualifiant de « reproduction de mensonges et de calomnies ».
Dans ces derniers, l'ambassade des États-Unis à Tunis évoque les abus de pouvoir de l'entourage familial du président, le qualifiant de « quasi-mafia ».

#### Poursuites judiciaires
Il est concerné par une plainte pour détournement d'argent public et abus de pouvoir, liée à l'affaire de mise à disposition de fonctionnaires au profit du RCD, déposée par 25 avocats tunisiens contre lui et neuf autres figures du RCD : Mohamed Ghariani, Abdallah Kallel, Ridha Chalghoum, Abderrahim Zouari, Zouheir M'dhaffer, Chédli Neffati, Abdelaziz Ben Dhia, Hamed Karoui et Abdelwahab Abdallah.
Il est entendu le 21 avril 2011 par le juge d'instruction du tribunal de première instance de Tunis qui décide de clore l'affaire en ce qui le concerne ; les avocats interjetant appel, il est laissé en liberté. Il fait cependant l'objet d'une interdiction de quitter le territoire et se voit refusé, le 24 août, sa demande d'annulation de la procédure par le même tribunal. Cette interdiction est finalement levée le 3 février 2014.

### Vie privée
Kamel Morjane est père de deux enfants. Il est marié depuis 1979 à Dorra, fille de Bouraoui Ben Ali, pilote de ligne, auteur de deux livres sur l'aviation et la science et cousin du président Zine el-Abidine Ben Ali.

### Décorations
- Grand officier de l'ordre de la République tunisienne (2008[43]) ;
- Grand officier (2008[44]) puis grand cordon (2009[45]) de l'ordre du 7-Novembre.